# Zbigniew Matwiejew
Zbigniew Matwiejew (Gliwice, 14 de febrero de 1949) es un deportista polaco que compitió en esgrima, especialista en la modalidad de espada. Ganó una medalla de plata en el Campeonato Mundial de Esgrima de 1970 en la prueba por equipos.

## Palmarés internacional
| Campeonato Mundial | Campeonato Mundial | Campeonato Mundial | Campeonato Mundial |
| Año                | Lugar              | Medalla            | Prueba             |
| ------------------ | ------------------ | ------------------ | ------------------ |
| 1970               | Ankara (Turquía)   | Medalla de plata   | Espada por equipos |